# Gennetines
Gennetines ist eine französische Gemeinde mit 624 Einwohnern (Stand: 1. Januar 2022) im Département Allier in der Region Auvergne-Rhône-Alpes. Sie gehört zum Arrondissement Moulins und zum Kantons Yzeure.

## Geographie

### Lage
Gennetines liegt in der Landschaft Sologne bourbonnaise, rund neun Kilometer nordöstlich von Moulins.

### Nachbargemeinden
Umgeben ist Gennetines von den Nachbargemeinden Saint-Ennemond im Norden, Lucenay-lès-Aix im Nordosten, Chézy im Osten und Südosten, Yzeure im Süden, Avermes im Südwesten sowie Trévol im Westen und Nordwesten.

## Bevölkerungsentwicklung
| Jahr      | 1962 | 1968 | 1975 | 1982 | 1990 | 1999 | 2006 | 2012 | 2019 |
| Einwohner | 503  | 477  | 434  | 537  | 554  | 559  | 511  | 686  | 647  |

## Sehenswürdigkeiten
- Kirche Saint-Marcel
- Schloss Panessière